# Meigenia parva
Meigenia parva là một loài ruồi trong họ Tachinidae.